# Aposthonia himalayensis
Aposthonia himalayensis is een insectensoort uit de familie Oligotomidae, die tot de orde webspinners (Embioptera) behoort. De soort komt voor in India.
Aposthonia himalayensis is voor het eerst wetenschappelijk beschreven door Kapur & Kripalanti in 1957.